# The Black Halo
The Black Halo è il settimo album della band statunitense Kamelot, pubblicato il 15 marzo 2005.

## Il disco
Questo concept album è il prosieguo della storia narrata in Epica. Come quest'ultimo, The Black Halo è ispirato al Faust di Goethe.
Personaggi:
- Ariel (Roy Khan):

Ariel è una persona in continua ricerca. Un prominente giovane alchimista. È diventato deluso dall'inadeguatezza della scienza e della religione di rispondere alle sue domande, e cerca la verità universale che nessuna delle due è riuscita a fornirgli. Egli ritiene che questa verità è l'unica cosa che può rendere la sua vita degna di essere vissuta. In Epica, la ricerca di Ariel per la verità, lo ha spinto a fare un accordo vincolante con Mephisto. In base a tale accordo, Mephisto gli dona ogni sorta di potere esistente al mondo, in cambio, se Ariel non proverà mai un momento in cui è così soddisfatto da sperare di rimanere li per sempre, solo allora Mephisto riceverà la sua anima. Dopo la morte di Helena, Ariel è stato sopraffatto dal dolore e dal senso di colpa, lasciandolo in uno stato di debolezza.
- Helena (Mari Youngblood):

Helena e Ariel sono cresciuti insieme, e lei è l'unica persona che Ariel abbia mai veramente amato. Lei rappresenta l'innocenza e tutto ciò che è puro e buono. In Epica, Helena ha cercato e finalmente trovato Ariel, il suo unico vero amore, nei suoi viaggi. Ma dopo aver concepito suo figlio (all'insaputa dei due), Ariel la lascia per continuare la sua ricerca. Affranta, si è uccisa (e insieme a lei, il bambino nel suo grembo). Ora in cielo, lei, veglia su Ariel.
- Mephisto (Roy Khan, Shagrath):

Mephisto è l'arcangelo che più ha amato Dio. Così, quando Dio ordinò a tutti gli angeli di inchinarsi di fronte all'umanità, Mephisto rifiutò, proclamando che la sua fedeltà andava a Dio solo. Per questo è stato scacciato dal paradiso. Egli appare in molte forme e non è mai abbastanza ciò che vi aspettereste - razionale e sofisticato, difficile ed ingannevole. Egli anela disperetamente di essere con Dio ancora una volta - ed è questo che mette in movimento gli eventi di Epica. In Epica, Mephisto fa una scommessa con Dio, secondo la quale se Mephisto riuscisse a rivendicare l'anima di Ariel, l'uomo preferito da Dio, potrà rientrare nel paradiso, altrimenti verrà scacciato per sempre nell'inferno. Stipula quindi un accordo: lui servirà Ariel durante tutta la sua vita, esaudirà tutti i suoi desideri, e gli concederà ogni sorta di potere di questo mondo, se Ariel non proverà mai un momento in cui è così soddisfatto da sperare di rimanere li per sempre, Mephisto riceverà la sua anima.
- Marguerite (Simone Simons):

Una bellissima fanciulla che vive in Città (nella quale Epica finisce e The Black Halo comincia), Marguerite ha una voce e un aspetto fisico molto simile a quella di Helena.
C'è anche una breve traccia nascosta (1:22) nel pregap. Riavvolgendo "March of Mephisto" su alcuni lettori CD si rivela una coppia entrare in un teatro e viene detto che hanno "appena fatto il secondo atto", riferendosi a The Black Halo come il secondo album di una coppia di album aventi la stessa storia.

## Trama

### March Of Mephisto
Nel momento di debolezza di Ariel, e Mephisto tiene la volonta dell'alchimista al suo punto più alto, Egli trova Marguerite, una bella ragazza di città. Lei sembra ed assomiglia ad Helena. Nel tentativo di consolare Ariel, Mephisto la offre a lui, pavimentando la strada alla sua seduzione. Il suo controllo e potere Ariel sono rappresentati musicalmente da dure linee di basso e grugniti di morte. Egli convince Ariel a seguire questo corso d'azione. Così, come Marguerite seduce il corpo di Ariel, Mephisto seduce la mente di Ariel.

### When The Lights Are Down
Entrambe le seduzioni sono complete. Mephisto ottiene il controllo sulla volontà di Ariel, e l'illusoria lussuria di Ariel per Marguerite è consumata. I due dormono insieme. In seguito, la mente di Ariel emerge dalla presa di Mephisto, e si rende conto di con chi ha dormito. Egli anela a Helena, e, quando la sua mente comincia a riprendersi, ricorda la sua morte, e gli eventi che portarono ad esso.

### The Haunting (Somewhere in Time)
Ariel si spiega a Marguerite come meglio può. Spiega che la vedeva come una semplice ombra della sua amante defunta, che ogni sentimento che nutre per lei è solo una facciata del suo amore per Helena, e che non potrà mai amarla come lei ama lui. In un duetto tragico e commovente, la esorta ad abbandonarlo e dimenticarlo. Ma lui dice che, forse, un giorno si riuniranno. Detto questo, se ne va, senza mai più rivederla.

### Soul Society
Entriamo ancora una volta nella mente turbata di Ariel. Lamenta le afflizioni con cui l'umanità è incatenata. Egli si chiede come tale male e sfortuna sono il risultato delle sue buone intenzioni di trovare la verità ultima. Egli osserva l'insignificanza della vita umana. Soprattutto, egli desidera che gli esseri umani possano vivere in un mondo libero e perfetto, ma sa che non accadrà mai. E ancora una volta, è tormentato dal suo ruolo nella morte di Helena e del nascituro.

### Interlude I - Dei Gratia
Questo interludio contrassegna la realizzazione di Ariel del fatto che non riesce mai a trovare le risposte a questo grande universo, e che la verità ultima deve trovarsi solo in cielo.

### Abandoned
Con questo, Ariel è colpito da una improvvisa comprensione: a causa dei peccati che ha commesso, e per la promessa vincolante che ha fatto con Mephisto, ha reciso ogni possibilità di collegamento con il divino. Egli non potrà mai entrare in Paradiso, non potrà mai più rivedere di nuovo Helena, e non troverà mai la verità. Per la prima volta, si rende conto che egli è veramente da solo. Musicalmente, inizia con una ballata molto morbida, a poco a poco si trasforma in una "power ballad". Smarrito e confuso, egli grida disperato a Dio. Stordito, lascia Mephisto, vaga fuori dalla città, e attraversa il fiume ancora congelato.

### This Pain
Con l'occhio della mente, Ariel ripercorre il suo viaggio. Egli si sofferma sull'allontanamento di Helena, la morte che ne è risultata, e il suo abbandono di Margherita. Ha lasciato le due donne che lo amavano. Si rende conto che lui è la causa di questo dolore , e che egli non sarà mai esente dalle conseguenze delle sue azioni.

### Moonlight
Ariel decide che non può assolutamente pentirsi per quanto ha fatto, e che anche se avesse potuto, il pentimento da solo non sarebbe sufficiente. Questo lo spinge dalla sua fantasticheria, all'azione. Partendo al chiaro di luna, naviga a ritroso attraverso l'ormai sciolto fiume, alla ricerca di Mephisto. Una volta attraversato, si avvicina al castello del demone.

### Interlude II - Un Assassinio Molto Silenzioso
In piedi al di fuori del castello, Ariel guarda la luna piena, chiedendosi se esiste qualcosa che non trova la morte e la dannazione nel suo futuro.

### The Black Halo
Un insolente Ariel si rassegna alla morte. Egli denuncia Mephisto come un bugiardo e traditore, e lo sfida. Egli non teme l'oscurità eterna che inevitabilmente lo attende. Egli decide di vivere una vita di purezza e bontà, come Helena ha fatto, anche se sa che è troppo tardi per lui per scappare dalla dannazione. Abbraccia la giustizia, non per una ricompensa - non ce n'è nessuna speranza - , ma semplicemente per essere giusto.

### Nothing Ever Dies
Ariel riflette che ogni essere umano, durante tutta la storia, lotta con queste stesse domande di giusto e sbagliato, amore e lussuria, giustizia e peccato, fede e dottrina. In un improvviso momento di chiarezza, arriva ad una profonda realizzazione: L'amore, tra cui l'amore tra lui e Helena, è l'unica verità universale. In questa rivelazione, egli si rende conto che non solo conosceva già questa verità, ma che, per parte sua, l'ha creata.

### Memento Mori
Questa constatazione spinge Ariel di entrare in quel momento di appagamento supremo, innescando il suo contratto con Mephisto. Musicalmente, inizia quasi come una ballata, ma si sviluppa rapidamente in termini di velocità e intensità. In questo momento, come l'anima di Ariel lascia il suo corpo, tutto si sistema nella sua mente. Capisce infine che, pur avendo trovato questa verità universale di amore, non si potrà mai essere veramente soddisfatti in questo mondo. Che la morte arriva per tutti. Che nessun essere umano è semplicemente buono o cattivo. Che solo lui è padrone del suo destino, e che crea il senso della propria vita. Che ognuno ha le proprie credenze, e che nessuna di esse è infallibilmente corretta. Con questa rivelazione esistenziale finale, sotto la promessa vincolante di Mephisto, Ariel si discosta dalla sua anima. Ma non arriva nelle grinfie di Mephisto. Dopo aver respinto il male anche di fronte alla dannazione certa, Ariel si è, al di là di ogni speranza, finalmente riscattato. La sua anima è salva, e ascende al Cielo per unirsi a Helena. Mephisto, ha perduto la sua scommessa divina, ed è gettato per sempre all'inferno. Musicalmente, questo si manifesta attraverso i suoi lunghi lamenti morte e urla. La canzone sfuma nuovamente alla morbida ballata da cui ha avuto inizio.
Qui, la storia di Ariel termina. Ma c'è ancora un po' di storia da narrare.

### Interlude III: Midnight - Twelve Tolls For A New Day
In un'inversione del "Prologo in teatro" dal Faust di Goethe, si vede che questo racconto è in realtà un gioco messo su per festa di Capodanno nella città di Gatesville.

### Serenade
Un esaltante, medio - veloce tributo alla commedia e alla tragedia, alla vita e la morte, la gioia ed il dolore. Il messaggio complessivo di rinnovo è personificato nel penultimo versetto: "What does the winter bring, if not yet another spring?" (Che cosa porta l'inverno, se non ancora un'altra primavera?)

## Tracce
1. March of Mephisto – 5:29
2. When the Lights Are Down – 3:42
3. The Haunting (Somewhere In Time) – 5:40
4. Soul Society – 4:18
5. Interlude I: Dei Gratia – 0:57
6. Abandoned – 4:07
7. This Pain – 3:59
8. Moonlight – 5:11
9. Interlude II: Un Assassinio Molto Silenzioso – 0:41
10. The Black Halo – 3:43
11. Nothing Ever Dies – 4:46
12. Memento Mori – 8:54
13. Interlude III: Midnight - Twelve Tolls for a New Day – 1:21
14. Serenade – 4:33

La versione speciale per il Giappone ha come bonus tracks:
- 15. Epilogue - 2:46
- 16. Soul Society (radio edit) - 3:52

La versione digipack ha come bonus tracks:
- 15. The Haunting (Somewhere in Time) (radio edit) - 3:42
- 16. March of Mephisto (radio edit) - 3:31

## Formazione

### Principale
- Roy Khan - voce
- Thomas Youngblood - chitarra
- Glenn Barry - basso
- Casey Grillo - batteria

### Altri musicisti
- Jens Johansson (Stratovarius) assolo di tastiera nelle tracce #1 e #2
- Shagrath (Dimmu Borgir) nel ruolo di Mephisto nelle tracce #1 e #12
- Simone Simons (Epica) nel ruolo di Marguerite nella traccia #3
- Mari nel ruolo di Helena nelle tracce #6 e #12
- Cinzia Rizzo come cantante di cabaret nella traccia #9
- Annelise Youngblood nel ruolo della piccola Alena nella traccia #4
- Miro, tastiere ed arrangiamenti orchestrali
- Sascha Paeth, chitarre
- Andre Neygenfind, basso nella traccia #6
- Orchestra Sinfonica Rodenberg
- Coro dei Kamelot

## Riconoscimenti
- Metal Storm Awards - Miglior album Power Metal (2005)[2]